# Тюлькин, Михаил Николаевич
Михаил Николаевич Тюлькин (1918—1999) — лётчик-ас, участник Великой Отечественной войны, в годы войны — штурман 515-го истребительного авиационного полка 193-й истребительной авиационной дивизии 13-го истребительного авиационного корпуса 16-й воздушной армии 1-го Белорусского фронта, Герой Советского Союза.

## Биография
Родился 22 ноября 1918 года в городе Ижевске (ныне столица Удмуртии), русский. Отец Николай Тюлькин (1893—1930), во время НЭПа владелец пекарни, с начала индустриализации рабочий. Мать Зинаида Степанова (1896—1976), домохозяйка, родом из московской купеческой семьи.
Окончил 7 классов, аэроклуб, работал в нём лётчиком-инструктором.
В Красной Армии с 1940 года. В 1941 году окончил Ульяновскую военную авиационную школу пилотов. На фронтах Великой Отечественной войны с мая 1942 года. Сражался в рядах 876-го и 515-го истребительных авиационных полков.
Воевал на Брянском, Юго-Западном, Сталинградском, Воронежском, Степном, 2-м Украинском, 1-м Белорусском фронтах. Участвовал в Сталинградской и Курской битвах.
Член ВКП(б)/КПСС с 1943 года.
В одном из воздушных боёв был сбит, приземлился раненый на территории противника, пока ползком добирался до своих, в нагрудном кармане гимнастёрки стёрся партбилет. Из-за этого вынужден был восстанавливаться в партии, за это время был два раза представляем к правительственным наградам, но награждения отклоняли.
С 1 января 1944 года исполнял должность штурмана полка. За период его работы в этой должности лётный состав полка имел качественную штурманскую подготовку. В наступательных операциях полка в составе 1-го Белорусского фронта (в июле 1944 года — марте 1945 года) было только 2 случая потери ориентировки лётным составом при выполнении боевых заданий в сложных метеоусловиях.
Михаил Тюлькин к марту 1945 года совершил 254 боевых вылета, в 64 воздушных боях сбил 11 вражеских самолётов лично и 3 в группе.
После войны продолжал службу в ВВС СССР, сначала на территории ГДР, потом в Москве. В 1954 году он окончил Центральные лётно-тактические курсы усовершенствования офицерского состава. В 1960 году уволен в запас в звании полковника.
Жил в Москве. Жена Валентина Сало (девичья фамилия). Дети Елена и Борис. До ухода на заслуженный отдых работал старшим инспектором-лётчиком Центрального комитета ДОСААФ. Умер 10 марта 1999 года. Похоронен в Москве на Черневском кладбище (участок 1).

## Награды
- Медаль «Золотая Звезда» (Указ от 15 мая 1946);
- орден Ленина (15.05.1946);
- два ордена Красного Знамени (23.10.1942; 26.10.1943);
- орден Александра Невского (28.10.1944);
- три ордена Отечественной войны 1-й степени (05.04.1943; 15.06.1945; 11.03.1985);
- орден Красной Звезды (16.03.1943);
- орден «Знак Почёта» (10.08.1967);
- медали.